# Oligosita pullicorpus
Oligosita pullicorpus är en stekelart som beskrevs av Girault 1915. Oligosita pullicorpus ingår i släktet Oligosita och familjen hårstrimsteklar. Inga underarter finns listade i Catalogue of Life.